# أمين حسنين
أميـن حسنيـن سالم (4 مايو 1894 - 5 يوليو 1968) هو مغني وقارئ قرآن مصري، أثناء الحرب العالمية الثانية. سجل أكثر من 170 أسطوانة مع الشيخ زكريا أحمد وهو المطرب الذي غنى «لثعلب الصحراء» روميل.

## حياته ومسيرته
ولد في القليوبية سنة 1894، هو نجل أحد مشايخ الأزهر وأستاذ للقراءات، وله خمسة أبناء، حفظوا جميعا القرآن الكريم، وانصرف أربعة منهم إلى الأعمال المدنية.
التحق الشيخ أمين بالمدرسة الابتدائية وحصل على شهادتها، وعندما وصل للمدرسة الثانوية تقدم بطلب الالتحاق بالمدرسة الحربية فقُبل فيها، ولكن والده رفض بشدة قائلا له : يا ولدي.. إن إخوتك ذهبوا في الحياة الدنيا مذاهب شتي، وأريدك أن تكون شيخاً مثلي تحفظ القرآن الكريم وترتله بصوتك الجميل. ترك الشيخ أمين المدرسة الحربية وتقدم للامتحان في حفظ القرآن الكريم حتى حصل علي شهادة رسمية بأنه من حفظة القرآن الكريم وأعفي من التجنيد لهذا السبب. وتردد الشيخ على الموالد ليغذي موهبته في الموسيقي والغناء، ومعه الشيخ زكريا أحمد حيث كان والد كل منهما صديقا للآخر.
في عام 1922 عندما كان الشيخ يغني في أحد الموالد قصة المولد النبوي استمع إليه وكيل شركة (كالدرون) للإسطوانات واتفق معه على تسجيل إسطوانات. وقام بديع خيري بتأليف الأغاني والشيخ زكريا أحمد بالتلحين.
وتميز الشيخ أمين حسنين بصوته القوي الذي كان بمجرد أن يغنى في الحفلات يجذب جميع السكان من كل مكان كما تميز باغانيه الشعبية الجميلة منها «شبيكي لبيكي.. عبدك وملك إيديكي»، و«آلو.. آلو متين آلو ولا حدش رد»، وكانت كلها أغاني تمثل صوراً من المجتمع المصري في ذلك الوقت فيها الشكوى والنقد.
ولم يكن يتخيل أن كلمات أغانيه الشعبية ستنتشر لتملأ ربوع الشرق العربى، منذ ما يزيد على 80 عاما وسجل الشيخ أمين حوالي 170 أسطوانة وكان يتقاضى 20 جنيها أجرا عن كل أسطوانة ومرتبا شهريا قدره 15 جنيها وكانت مدة العقد هي عشر سنوات، ولما رغبت إحدى الشركات الأخرى التعاقد معه رفع من أجره على الاسطوانة الواحدة إلى 40 جنيها. طاف الشيخ «أمين» أنحاء العالم العربى كله، بدءاً من فلسطين وشرق الأردن وسوريا ولبنان والعراق حتى استقر في تونس، حيث تولى إذاعة بعض النشرات باللغة العربية في الراديو.
وأثناء الحرب العالمية الثانية حين وصل الجيش الألمانى لتونس وعلى رأسه «ثعلب الصحراء» «رومل» تعرف الشيخ أمين عليه وتقرب إليه، وكان رومل يعرف اللغة العربية، وفي كل ليلة كان يذهب إليه الشيخ ليغنى أمامه.
وعندما انحصر الجيش الألماني في تونس واعتزم الانسحاب، كان الشيخ أمين في منزله، وإذا بأحد رجال البوليس من أصدقائه يقول له إن روميل أهدى إليه سيارة فاخرة ودعاه مع مجموعة من أصدقائه للذهاب إلي مكان علي الشاطئ وهو مصيف الباي، وشاءت الظروف أن ينسحب الجيش الألماني من البقعة فوجد الشيخ أمين نفسه محصوراً في مكانه وكانت القنابل تتساقط من حوله وهو في ذهول لا يقوي أن يحرك قدميه وكان إلي جواره صديق وإذا به يجد أن شظية قسمت هذا الصديق نصفين وظل ثلاثة أيام بغير طعام ولا شراب، إلى أن تم الانسحاب وعاد إلى القاهرة مرة أخرى، ولكنه لم يستطع البقاء بها بسبب ظروف الحياة فقرر العودة إلي تونس ليبقى فيها مع أخيه. وتوفي في تونس في الستينيات.